# Wolfgang Becker (Regisseur, 1954)

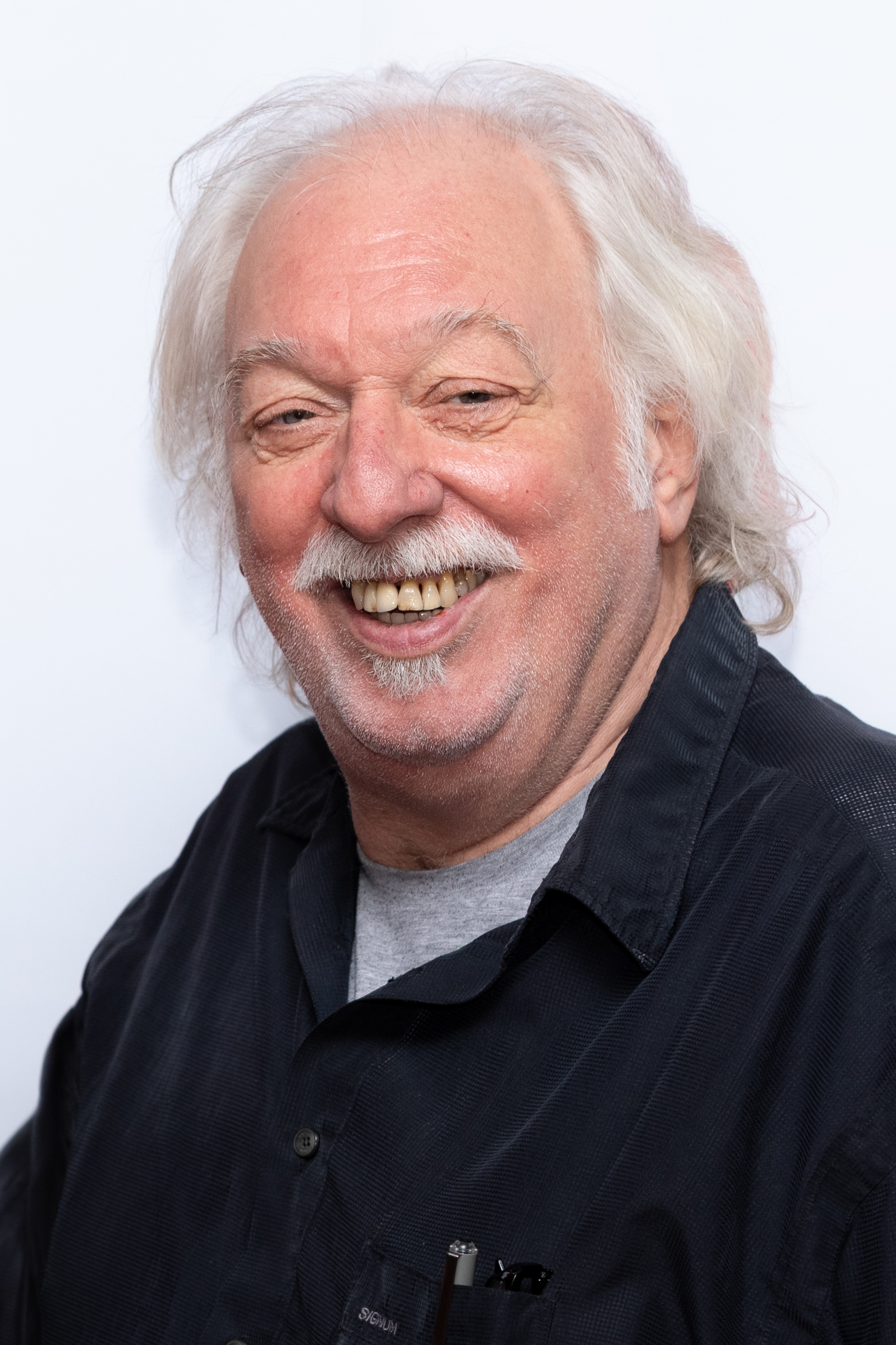
Wolfgang Becker bei der Eröffnung der Berlinale 2020

Wolfgang Becker (* 22. Juni 1954 in Hemer; † 12. Dezember 2024 in Berlin) war ein deutscher Filmregisseur und Drehbuchautor, der gelegentlich auch als Schauspieler, Kameramann, Filmeditor und Filmproduzent in Erscheinung trat. Seinen größten Erfolg feierte er mit der 2003 erschienenen Tragikomödie Good Bye, Lenin!

## Leben und Wirken
Becker machte am Friedrich-Leopold-Woeste-Gymnasium in Hemer Abitur und studierte zunächst Germanistik, Geschichte und Amerikanistik an der Freien Universität Berlin. Dann wechselte er an die Deutsche Film- und Fernsehakademie Berlin (DFFB) und erntete gleich mit seinem Abschlussfilm Schmetterlinge international Anerkennung. Der Film erhielt als bester Studentenfilm den Student Academy Award, den Goldenen Leoparden beim Filmfestival von Locarno und den Preis des saarländischen Ministerpräsidenten beim Max-Ophüls-Festival. Wie auch bei den meisten späteren Spielfilme verfasste Becker neben der Regiearbeit auch das Drehbuch.
Becker setzte sein Wirken mit seiner einzigen Tatort-Folge Blutwurstwalzer und dem Drama Kinderspiele (Preis der deutschen Filmkritik, Regieförderpreis der HypoVereinsbank) fort. Sein Namensvetter hingegen führte in zehn Tatort-Folgen Regie. Mit den Regisseuren Tom Tykwer, Dani Levy und dem Produzenten Stefan Arndt gründete er 1994 die Filmproduktionsfirma X Filme. Das Leben ist eine Baustelle war der erste Kinofilm, den Becker 1997 dort realisierte und dessen Uraufführung im Wettbewerb der Berlinale allgemein Beachtung fand.
Mit Good Bye, Lenin! gelang ihm 2003 ein Publikumserfolg, der mit zahlreichen Auszeichnungen und Nominierungen – in Deutschland sowie international – bedacht wurde. Unter anderem wurde er in Frankreich mit dem César und in Spanien mit dem Goya jeweils als bester ausländischer Film ausgezeichnet. Im selben Jahr war Becker eines der Gründungsmitglieder der Deutschen Filmakademie.
Der Kurzfilm Ballero wurde für die Auslosungszeremonie der Fußball-Weltmeisterschaft 2006 produziert und zu diesem Anlass weltweit im Fernsehen übertragen. Zu dem Episodenfilm Deutschland 09 zur Lage in Deutschland im Herbst 2008 steuerte Becker den Abschnitt Krankes Haus bei. Sein letzter zu Lebzeiten veröffentlichter Film war 2015 die Komödie Ich und Kaminski nach dem gleichnamigen Roman von Daniel Kehlmann, wie bereits bei Good Bye, Lenin! spielte Daniel Brühl die Hauptrolle. Im Oktober 2024, weniger als zwei Monate vor seinem Tod, drehte Becker in Berlin und Leipzig an einem neuen Kinofilm mit dem Titel Der Held vom Bahnhof Friedrichstraße.
Wolfgang Becker hatte eine Tochter und lebte mit seiner Frau in Berlin, wo er im Dezember 2024 im Alter von 70 Jahren nach schwerer Krankheit „überraschend“ starb.

## Filmografie
- 1981: Jede Menge Kohle – als Schauspieler
- 1988: Schmetterlinge – als Regisseur und Drehbuchautor
- 1991: Tatort: Blutwurstwalzer (Fernsehreihe) – als Regisseur
- 1992: Kinderspiele – als Regisseur und Drehbuchautor
- 1992: Sergiu Celibidache: The Triumphant Return (Dokumentarfilm) – als Regisseur
- 1997: Das Leben ist eine Baustelle – als Regisseur, Drehbuchautor und Schauspieler
- 2000: Paul Is Dead  – als Berater des Regisseurs
- 2003: Good Bye, Lenin! – als Regisseur und Drehbuchautor
- 2004: Bem-Vindo a São Paulo (Episodenfilm, ein Segment) – als Regisseur
- 2005: Ballero (Kurzfilm) – als Regisseur und Drehbuchautor
- 2007: Mein Führer – Die wirklich wahrste Wahrheit über Adolf Hitler – als Schauspieler
- 2009: Deutschland 09 (Episodenfilm, Segment „Krankes Haus“) – als Regisseur und Drehbuchautor
- 2015: Ich und Kaminski  – als Regisseur und Drehbuchautor
- 2022: Alfons Zitterbacke – Endlich Klassenfahrt! – als Schauspieler
- 2024: Der Held vom Bahnhof Friedrichstraße - als Regisseur